# 首都高速川口線

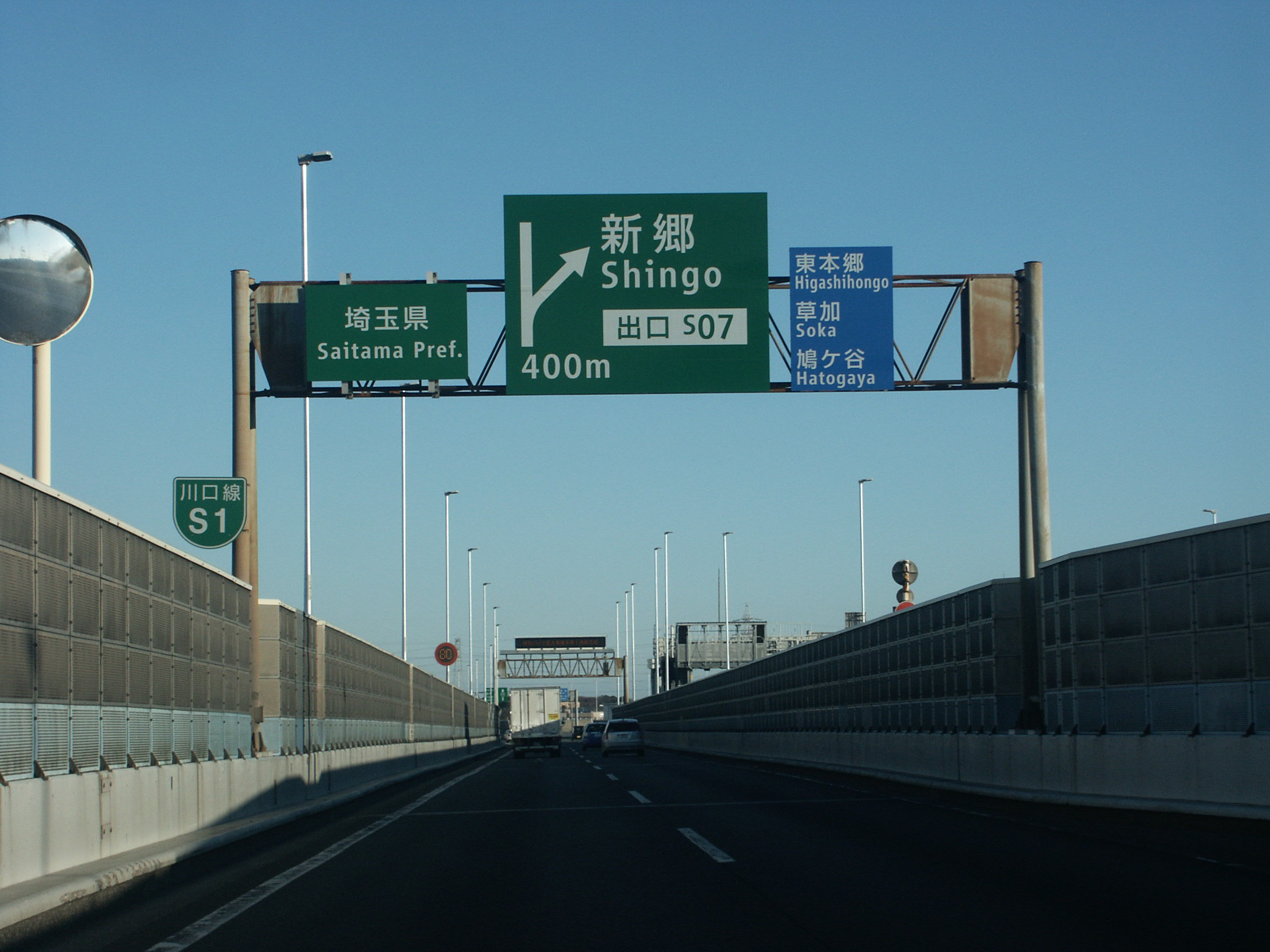
新郷出口付近

首都高速川口線（しゅとこうそくかわぐちせん、Kawaguchi Route）は、東京都足立区の江北ジャンクション（JCT）で中央環状線と接続し、埼玉県川口市の川口JCTで東北自動車道に接続する首都高速道路の路線である。
道路法上の路線名は東京都道242号高速葛飾川口線及び埼玉県道242号高速葛飾川口線であり、本路線に加えて連続する中央環状線の小菅JCTから江北JCTまでの区間が指定されている。また、都市計画法上の都市計画事業としての名称は、東京都市計画道路都市高速道路足立線である。
1987年（昭和62年）の当路線の開通により、青森IC（東北自動車道） - 八代IC（九州自動車道）間が高速道路により直結された。

## 路線番号
S1
大半が埼玉県内を通る路線のため路線番号に「S」（Saitama）がついているが、全線が東京外環自動車道以南であるため、東京線の料金圏であった。2012年（平成24年）より料金圏が撤廃され、距離別料金制（現金車は川口JCT方面のみ）となっている。

## 接続高速道路
- 首都高速中央環状線（江北JCTで接続）
- E4 東北自動車道（川口JCTで直結）
- C3 東京外環自動車道（川口JCTで接続）

## 出入口など
| 出入口 番号                            | 施設名         | 接続路線名          | 起点 から (km) | 備考                                    | 所在地        |
| -------------------------------------- | -------------- | ------------------- | -------------- | --------------------------------------- | ------------- |
| -                                      | 江北JCT        | 中央環状線          | 0.0            |                                         | 東京都 足立区 |
| S01                                    | 鹿浜橋出入口   | 東京川口線          | 1.4            | 銀座・湾岸線方面出入口                  | 東京都 足立区 |
| S02                                    | 鹿浜橋入口     | 環七通り            | 2.6            | 安行・東北道方面入口                    | 東京都 足立区 |
| S04                                    | 東領家出口     | 足立川口線          | 3.7            | 安行・東北道方面からの出口              | 埼玉県 川口市 |
| S05                                    | 加賀出入口     | 足立川口線          | 4.0            | 銀座・湾岸線方面出入口 入口はETC専用    | 東京都 足立区 |
| S06                                    | 足立入谷出入口 | 足立川口線          | 6.0            | 安行・東北道方面出入口                  | 東京都 足立区 |
| S07                                    | 新郷出入口     | 足立川口線          | 6.8            | 銀座・湾岸線方面出入口                  | 埼玉県 川口市 |
| S08                                    | 新郷出入口     | 足立川口線          | 7.8            | 新井宿・東北道方面出入口                | 埼玉県 川口市 |
| S09                                    | 安行出入口     | 足立川口線          | 8.7            | 銀座・湾岸線方面出入口 入口はETC専用    | 埼玉県 川口市 |
| -                                      | 川口PA         | -                   |                | 銀座・湾岸線方面 ハイウェイオアシス併設 | 埼玉県 川口市 |
| -                                      | 川口TB         | -                   |                | 銀座・湾岸線方面                        | 埼玉県 川口市 |
| S11                                    | 新井宿出入口   | 足立川口線          | 11.1           | 銀座・湾岸線方面出入口                  | 埼玉県 川口市 |
| -                                      | 川口JCT        | C3 東京外環自動車道 | 12.3           |                                         | 埼玉県 川口市 |
| E4 東北自動車道 宇都宮・仙台・青森方面 |                |                     |                |                                         |               |

## 休憩施設
- 川口パーキングエリア(上り線のみ) 川口本線料金所の最も左のレーンを利用することで、ランプウェイへと進行できる。

## 歴史
- 1987年（昭和62年）9月9日 : 江北JCT - 川口JCT開通、全線開通。

## 最高速度
- 江北JCT - 加賀出入口 : 60 km/h
- 加賀出入口 - 川口JCT : 80 km/h

## 交通量
24時間交通量（台）　道路交通センサス
| 区間                        | 平成17（2005）年度 | 平成22（2010）年度 | 平成27（2015）年度 |
| --------------------------- | ------------------ | ------------------ | ------------------ |
| 江北JCT - 鹿浜橋出入口      | 82,500             | 100,781            | 103,757            |
| 鹿浜橋出入口 - 東領家出口   | 82,500             | 95,282             | 98,399             |
| 東領家出口 - 加賀出入口     | 82,500             | 96,324             | 99,304             |
| 加賀出入口 - 足立入谷出入口 | 82,500             | 87,758             | 91,978             |
| 足立入谷出入口 - 新郷出入口 | 82,500             | 90,772             | 94,351             |
| 新郷出入口 - 安行出入口     | 82,500             | 86,972             | 90,562             |
| 安行出入口 - 新井宿出入口   | 82,500             | 84,867             | 86,239             |
| 新井宿出入口 - 川口JCT      | 82,500             | 71,336             | 75,342             |

（出典：「平成22年度道路交通センサス」・「平成27年度全国道路・街路交通情勢調査」（国土交通省ホームページ）より一部データを抜粋して作成）
- 令和2年度に実施予定だった交通量調査は、新型コロナウイルスの影響で延期された[1]。